# Hypotacha sabulosa
Hypotacha sabulosa är en fjärilsart som beskrevs av Swinhoe 1884. Hypotacha sabulosa ingår i släktet Hypotacha och familjen nattflyn. Inga underarter finns listade i Catalogue of Life.